# Cas12a2

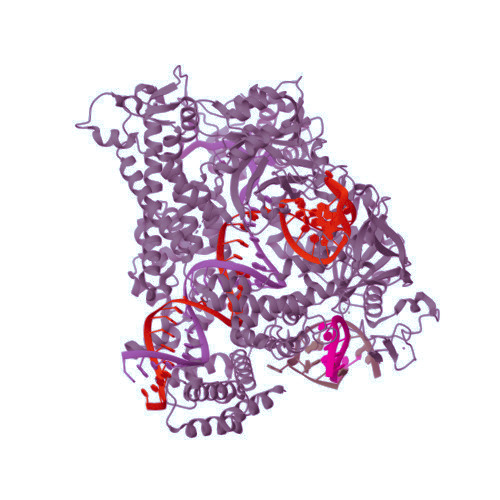
Fig.1- Cas12a2 con sus respectivos elementos diferenciadores

Cas12a2 es una enzima del sistema CRISPR-Cas con gran potencial en la edición genética. A diferencia de Cas12a , Cas12a2 puede cortar tanto ADN como ARN, lo que la hace versátil en la investigación médica, biotecnología y agricultura. Su precisión y facilidad de uso la convierten en una valiosa herramienta de la ingeniería genética.

## Descubrimiento
El descubrimiento de la proteína Cas12a2 se atribuye a los científicos Thomson Hallmark y Ryan Jackson (bioquímicos de la Universidad Estatal de Utah). Sus investigaciones respecto a la Cas12a2 fueron presentadas en dos artículos, ambos publicados en la revista Nature a inicios de 2023.
Para la realización del estudio colaboraron científicos de Alemania, la Universidad de Texas en Austin, una empresa estadounidense de biotecnología, y obtuvo el apoyo del Departamento de Salud y Servicios Humanos de los Estados Unidos.

## Localización
Este tipo de proteína se puede encontrar en determinadas especies de bacterias, concretamente en Acidaminococcus y Lachnospiraceae, como parte de su sistema inmunitario para defenderse contra algunos organismos acelulares, como por ejemplo los virus.
Se debe mencionar que la ubicación exacta de Cas12a2 puede variar, ya que se encuentra en diferentes organismos en la naturaleza. Sin embargo, los científicos han aislado y caracterizado esta proteína para utilizarla en investigaciones y aplicaciones de edición genética en laboratorios.
Con relación a la célula procariota, se encuentra principalmente en el citoplasma de las ya mencionadas. Es importante señalar que la localización específica de Cas12a2 puede depender de la especie bacteriana y del contexto celular.

## Función
Cas12a2 es una proteína nucleasa con función de defensa inmunitaria que se encuentra asociada a CRISPR. La ya mencionada, realiza una degradación guiada por ARN, afectando tanto a ARN monocatenario como a ADN monocatenario o bicatenario. Este proceso se desencadena tras el reconocimiento de un objetivo de ARN complementario, culminando en una infección abortiva.
-   Otras de sus funciones son:
- Actividad de escisión de ADN: Cas12a2 puede cortar de forma precisa el ADN en una secuencia específica, haciéndola así una enzima muy útil para la edición genética. Puede realizar cortes en lugares precisos del ADN después de haber reconocido secuencias específicas y haberse unido a ellas.[4]
- Especificidad de reconocimiento de secuencia: Cas12a2 es capaz de identificar secuencias objetivo de ADN gracias a secuencias guías de ARN. Estas secuencias guías de RNA pueden ser programadas para que se dirijan a secuencias específicas (secuencia objetivo) de ADN, lo que hace que sea una herramienta con mucha especificidad en la edición genética.[5]
- Actividad de unión de ARN no codificante: Cas12a2 también tiene la capacidad de unirse a ARN no codificantes (ncRNA, por sus siglas en inglés) y regular su actividad. Los ncRNA tienen una gran importancia en la modulación de genes y la regulación genética.[5]
- Aplicaciones en la detección de material genético: Cas12a2 también es útil para detectar material genético específico, para la identificación de patógenos y para detectar mutaciones. La capacidad de reconocer y unirse a secuencias específicas se puede aprovechar en el desarrollo de técnicas de diagnóstico molecular.[6]

## Estructura

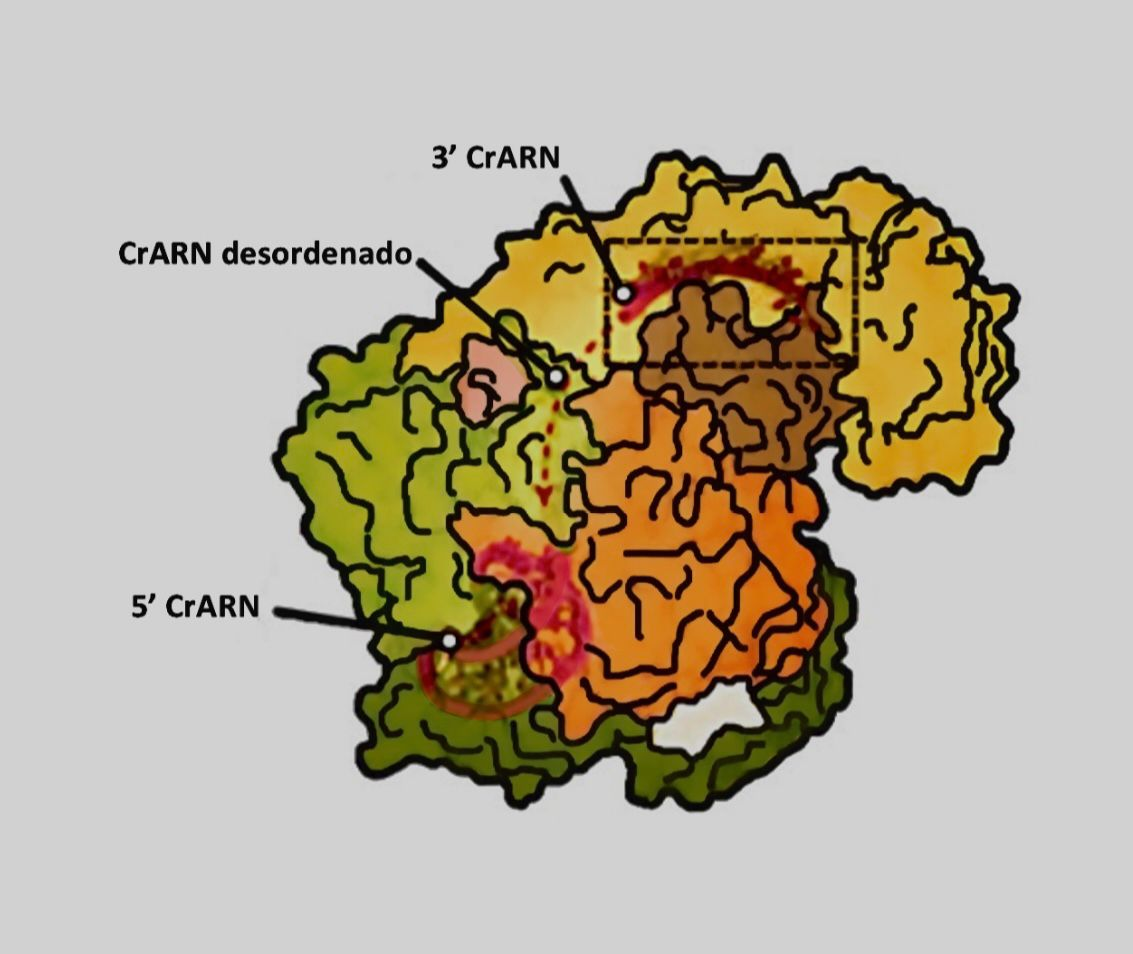
Fig. 2- Estructura tridimensional y cuaternaria de Cas12a2

Cas12a2 está asociada al CRISPR, tiene una forma única y adopta una arquitectura compuesta por dos lóbulos principales:
- Lóbulo de Reconocimiento (REC)  que consta de los dominios REC1 y REC2 y es caracterizado por sus estructuras únicas α-helicoidales que no tienen homólogos estructurales conocidos.[7]

- Lóbulo de Nucleasa (NUC) que incluye varios dominios, como los dominios de interacción con PFS (PI), cuña (WED), nucleasa RuvC, ZR y dominios de inserción específicos de Cas12a2.[7]

La estructura de Cas12a2 también incluye un crRNA, donde sus siete nucleótidos pre-ordenados se sitúan en la interfaz entre REC1 y REC2, están expuestos al solvente y preparados para el reconocimiento del objetivo (target). La secuencia intermedia entre el lazo de inicio del crRNA en el extremo 5' y la guía pre-ordenada es flexible. Esta proteína no es sensible a los desajustes individuales en toda la secuencia del crRNA, lo que lo hace más resistente a las variaciones de secuencia.
La estructura sugiere que la formación del dúplex Cas12a2–crRNA–hebra objetivo (target strand) puede iniciarse y propagarse desde el extremo 3' del crRNA. 

## Mecanismo de activación
1. Procesamiento de la Guía de ARN: Cas12a2 inicia su respuesta inmunológica procesando su propia guía de ARN. Esta ayuda la proteína a localizar una secuencia de ARN objetivo (target sequence) y a unirse.[3]
2. Unión y Activación del ARN objetivo: Al unirse, ocurre un evento de activación, posiblemente desencadenado por la interacción entre la proteína y la secuencia objetivo.[3]
3. Actividad Nucleasa Indiscriminada: Una vez activada, Cas12a2 exhibe actividad nucleasa, lo que significa que puede cortar el ADN de hebra sencilla de manera indiscriminada. Esta actividad depende de la presencia de iones de magnesio y es facilitada por el dominio RuvC. Además, un dedo de zinc (zinc finger) está implicado en este proceso.[3]
4. Dormancia Celular: En vivo, el resultado final de la actividad nucleasa de la proteína es la dormancia celular.[3]

## Similitudes y diferencias entre cas12a2 y cas12a
Mecanismo:
Cas12a2 y Cas12a desempeñan funciones bioquímicas diferentes. Ambas son nucleasas que utilizan ARN guía de CRISPR (crARN) para dirigir sus actividades de corte de ácidos nucleicos y su activación se produce al unirse a sus respectivas secuencias objetivo.
El mecanismo de inmunidad de Cas12a2 es caracterizado por emplear un mecanismo de infección abortiva al dirigirse específicamente a ARN de cadena sencilla (ARNc) mediante la hibridación con el crARN, induciendo latencia o muerte celular como respuesta a la invasión.
En contraste, Cas12a se dirige a elementos genéticos foráneos mediante la clivación de su ADN de doble cadena. Su activación se basa en el reconocimiento de la secuencia PAM y la unión al ADN objetivo.
Estructura:
Las dos proteínas  pertenecen al sistema CRISPR Tipo V y comparten entre un 10% y un 20% de identidad en sus secuencias. A pesar de las diferencias en sus secuencias primarias, se pueden identificar similitudes estructurales especialmente en sus dominios WED y RuvC.
Sin embargo, Cas12a2 presenta características estructurales únicas, que incluyen un lóbulo REC con estructura α-helicoidal, una organización de dominios específica, un dominio de función desconocida, un dedo de zinc y exhibe actividad nucleasa colateral en ácidos nucleicos. En contraste, Cas12a no posee ninguna de las características estructurales y actividad colateral mencionadas en Cas12a2 y muestra una organización de dominios diferente, que incluye un dominio Nuc. 

## Aplicaciones
- Detección de Ácidos Nucleicos.[9]
- Tratamiento de Infecciones Virales.[9]
- Terapéutica del Cáncer.[9]
- Enriquecimiento de la Edición Genética.[9]
- Lucha contra Enfermedades Autoimunes.[9]